# Copa de la Liga de Inglaterra 2010-11
La Copa de la Liga de Inglaterra 2010-11 o Carling Cup 2010-11 es la 51.ª edición de este torneo.
92 Equipos de los Niveles 1-4 de Inglaterra (Premier League, Football League Championship, Football League One & Football League Two) participarán en este torneo.
El ganador obtendrá el derecho de jugar en la UEFA Europa League partiendo de la Tercera Ronda si es que no se ha clasificado a ninguna competición Europea.
El sorteo para la primera ronda tuvo lugar el 16 de junio de 2010, con partidos que se juegan dos meses más tarde en la semana del 9 de agosto de 2010.
Burnley y Hull City recibierion un bye en primera ronda más alta calificación de fútbol de equipos de la Liga colocaciones de la liga la campaña anterior. Los otros 70 de los 72 clubes de la Liga de Fútbol compitió en la primera ronda, divididos en secciones Norte y Sur. Cada sección se divide en partes iguales en una olla de clubes sin semillas y una olla de los clubes no sembradas. Clasificación de clubes dependen de su posición final en la temporada 2009-10.
La final se jugó en el Estadio de Wembley, en Londres el 27 de febrero de 2011. 
|  | Cuartos de final                 | Cuartos de final                 | Cuartos de final                 |   |                 | Semifinales               | Semifinales               | Semifinales               |  |  | Final                 | Final                 | Final                 |
|  | 30 de noviembre y 1 de diciembre | 30 de noviembre y 1 de diciembre | 30 de noviembre y 1 de diciembre |   |                 | 11 al 26 de enero de 2011 | 11 al 26 de enero de 2011 | 11 al 26 de enero de 2011 |  |  | 27 de febrero de 2011 | 27 de febrero de 2011 | 27 de febrero de 2011 |
|  |                                  |                                  |                                  |   |                 |                           |                           |                           |  |  |                       |                       |                       |
|  | West Ham United                  | 4                                | -                                |   |                 |                           |                           |                           |  |  |                       |                       |                       |
|  | Manchester United                | 0                                | -                                |   |                 |                           |                           |                           |  |  |                       |                       |                       |
|  | Manchester United                | 0                                | -                                |   | West Ham United | 2                         | 1                         |                           |  |  |                       |                       |                       |
|  |                                  |                                  |                                  |   | West Ham United | 2                         | 1                         |                           |  |  |                       |                       |                       |
|  |                                  | Birmingham City (pró.)           | 1                                | 3 |                 |                           |                           |                           |  |  |                       |                       |                       |
|  | Birmingham City                  | Birmingham City (pró.)           | 1                                | 3 | 2               | -                         |                           |                           |  |  |                       |                       |                       |
|  | Birmingham City                  |                                  |                                  |   | 2               | -                         |                           |                           |  |  |                       |                       |                       |
|  | Aston Villa                      | 1                                | -                                |   |                 |                           |                           |                           |  |  |                       |                       |                       |
|  |                                  |                                  |                                  |   |                 |                           |                           |                           |  |  | Birmingham City       | 2                     |                       |
|  |                                  |                                  | Arsenal                          | 1 |                 |                           |                           |                           |  |  |                       |                       |                       |
|  | Ipswich Town                     | 1                                | -                                |   |                 |                           |                           |                           |  |  |                       |                       |                       |
|  | West Bromwich Albion             | 0                                | -                                |   |                 |                           |                           |                           |  |  |                       |                       |                       |
|  | West Bromwich Albion             | 0                                | -                                |   | Ipswich Town    | 1                         | 0                         |                           |  |  |                       |                       |                       |
|  |                                  |                                  |                                  |   | Ipswich Town    | 1                         | 0                         |                           |  |  |                       |                       |                       |
|  |                                  | Arsenal                          | 0                                | 3 |                 |                           |                           |                           |  |  |                       |                       |                       |
|  | Arsenal                          | Arsenal                          | 0                                | 3 | 2               | -                         |                           |                           |  |  |                       |                       |                       |
|  | Arsenal                          |                                  |                                  |   | 2               | -                         |                           |                           |  |  |                       |                       |                       |
|  | Wigan Athletic                   | 0                                | -                                |   |                 |                           |                           |                           |  |  |                       |                       |                       |

## Final
| 27 de febrero de 2011 | Arsenal        | 1:2 (1:1) | Birmingham City         | Nuevo Estadio de Wembley, Londres                     |                                                       |
|                       | Van Persie 39' |           | Žigić 28' · Martins 89' | Asistencia: 88 851 espectadores Árbitro(s): Mike Dean | Asistencia: 88 851 espectadores Árbitro(s): Mike Dean |

| 53         | Guardameta     | Wojciech Szczęsny |     |
| 3          | Defensa        | Bacary Sagna      |     |
| 20         | Defensa        | Johan Djourou     |     |
| 6          | Defensa        | Laurent Koscielny |     |
| 22         | Defensa        | Gaël Clichy       |     |
| 17         | Centrocampista | Alex Song         |     |
| 19         | Centrocampista | Jack Wilshere     |     |
| 8          | Centrocampista | Samir Nasri       |     |
| 7          | Centrocampista | Tomáš Rosický     |     |
| 23         | Centrocampista | Andrei Arshavin   | 77' |
| 10         | Delantero      | Robin van Persie  | 69' |
| Entrenador | Entrenador     | Arsene Wenger     |     |

| 26         | Guardameta     | Ben Foster        |       |
| 2          | Defensa        | Stephen Carr      |       |
| 5          | Defensa        | Roger Johnson     |       |
| 28         | Defensa        | Martin Jiránek    |       |
| 6          | Defensa        | Liam Ridgewell    |       |
| 7          | Centrocampista | Sebastian Larsson |       |
| 12         | Centrocampista | Barry Ferguson    |       |
| 18         | Centrocampista | Keith Fahey       | 83'   |
| 8          | Centrocampista | Craig Gardner     | 50'   |
| 4          | Centrocampista | Lee Bowyer        |       |
| 19         | Delantero      | Nikola Žigić      | 90+2' |
| Entrenador | Entrenador     | Alex McLeish      |       |

| 52 | Delantero | Nicklas Bendtner | 69' |
| 29 | Delantero | Marouane Chamakh | 77' |

| 23 | Centrocampista | Jean Beausejour | 50'   |
| 17 | Delantero      | Obafemi Martins | 83'   |
| 10 | Delantero      | Cameron Jerome  | 90+2' |

| Anotado | 39' | Robin van Persie | 1-1 |

| Anotado | 28' | Nikola Žigić    | 0-1 |
| Anotado | 89' | Obafemi Martins | 1-2 |

| Amonestado | 35' | Laurent Koscielny |
| Amonestado | 52' | Gaël Clichy       |

| Amonestado | 41'   | Sebastian Larrson |
| Amonestado | 90+3' | Cameron Jerome    |
| Amonestado | 90+4' | Barry Ferguson    |

| Árbitro:             | Mike Dean      |
| Árbitros asistentes: | Ron Ganfield   |
| Árbitros asistentes: | Mike Mullarkey |
| Cuarto árbitro:      | Kevin Friend   |

| 53         | Guardameta     | Wojciech Szczęsny |     |
| 3          | Defensa        | Bacary Sagna      |     |
| 20         | Defensa        | Johan Djourou     |     |
| 6          | Defensa        | Laurent Koscielny |     |
| 22         | Defensa        | Gaël Clichy       |     |
| 17         | Centrocampista | Alex Song         |     |
| 19         | Centrocampista | Jack Wilshere     |     |
| 8          | Centrocampista | Samir Nasri       |     |
| 7          | Centrocampista | Tomáš Rosický     |     |
| 23         | Centrocampista | Andrei Arshavin   | 77' |
| 10         | Delantero      | Robin van Persie  | 69' |
| Entrenador | Entrenador     | Arsene Wenger     |     |

| 26         | Guardameta     | Ben Foster        |       |
| 2          | Defensa        | Stephen Carr      |       |
| 5          | Defensa        | Roger Johnson     |       |
| 28         | Defensa        | Martin Jiránek    |       |
| 6          | Defensa        | Liam Ridgewell    |       |
| 7          | Centrocampista | Sebastian Larsson |       |
| 12         | Centrocampista | Barry Ferguson    |       |
| 18         | Centrocampista | Keith Fahey       | 83'   |
| 8          | Centrocampista | Craig Gardner     | 50'   |
| 4          | Centrocampista | Lee Bowyer        |       |
| 19         | Delantero      | Nikola Žigić      | 90+2' |
| Entrenador | Entrenador     | Alex McLeish      |       |

| 52 | Delantero | Nicklas Bendtner | 69' |
| 29 | Delantero | Marouane Chamakh | 77' |

| 23 | Centrocampista | Jean Beausejour | 50'   |
| 17 | Delantero      | Obafemi Martins | 83'   |
| 10 | Delantero      | Cameron Jerome  | 90+2' |

| Anotado | 39' | Robin van Persie | 1-1 |

| Anotado | 28' | Nikola Žigić    | 0-1 |
| Anotado | 89' | Obafemi Martins | 1-2 |

| Amonestado | 35' | Laurent Koscielny |
| Amonestado | 52' | Gaël Clichy       |

| Amonestado | 41'   | Sebastian Larrson |
| Amonestado | 90+3' | Cameron Jerome    |
| Amonestado | 90+4' | Barry Ferguson    |

| Árbitro:             | Mike Dean      |
| Árbitros asistentes: | Ron Ganfield   |
| Árbitros asistentes: | Mike Mullarkey |
| Cuarto árbitro:      | Kevin Friend   |

|                                   |
| Bandera de Inglaterra             |
| Campeón Birmingham City 2° título |

| Predecesor: Copa de la Liga de Inglaterra 2009-10 | Copa de la Liga de Inglaterra 2010-11 LI edición | Sucesor: Copa de la Liga de Inglaterra 2011-12 |

- Datos: Q1518065